# Saxifrage stolonifère
Saxifraga stolonifera
Espèce
Synonymes
- Adenogyna sarmentosa (L.f.) Raf.[1]
- Aphomonix hederacea Raf.[1]
- Diptera cuscutiformis (Lodd.) Heynh.[1]
- Diptera sarmentosa (L.f.) Borkh.[1]
- Ligularia sarmentosa (L.f.) Duval[1]
- Robertsonia sarmentosa (L.f.) Link[1]
- Rupifraga cuscutiformis (Lodd.) Raf.[1]
- Rupifraga sarmentosa (L.f.) Raf.[1]
- Saxifraga chaffanjonii H. Lév.[1]
- Saxifraga dumetorum Balf. f.[1]
- Saxifraga fortunei var. tricolor Lem.[1]
- Saxifraga iochanensis H. Lév.[1]
- Saxifraga ligulata Murray[1]
- Saxifraga sarmentosa L. f.[2]
- Saxifraga sarmentosa L.[3]
- Saxifraga sarmentosa L.f.[1]
- Saxifraga veitchiana Balf. f.[1]
- Sekika cyclaminea Medik.[1]
- Sekika sarmentosa (L.f.) Moench[1]

La Saxifrage stolonifère (Saxifraga stolonifera) est une espèce de plantes herbacées vivace de la famille des Saxifragacées.
Cette saxifrage originaire d'Asie est une plante rampante qui fait de 10 à 20 cm de haut, dont l'inflorescence porte de petites fleurs zygomorphes qui fleurissent lors de la transition entre le printemps et l'été. Comme les fraisiers, elle produit des stolons porteurs de plantules à leur extrémité, lui permettant ainsi de se propager facilement. Elle a été introduite en France où elle est cultivée comme plante ornementale et s'est naturalisée dans des régions de l'est comme le Var ou l'Alsace.

## Dénominations
- Nom scientifique valide : Saxifraga stolonifera Curtis, 1774[4]
- Nom vulgaire (vulgarisation scientifique) recommandé ou typique en français : Saxifrage stolonifère[5],[6],[7]
- Autres noms vulgaires ou noms vernaculaires (langage courant) pouvant désigner éventuellement d'autres espèces : saxifrage araignée[7],[6], saxifrage sarmenteux[6] ou sarmenteuse[7],[8], saxifrage de Chine[7],[8], barbe de vieillard[7] ou barbe de juif[7],[8].

## Description

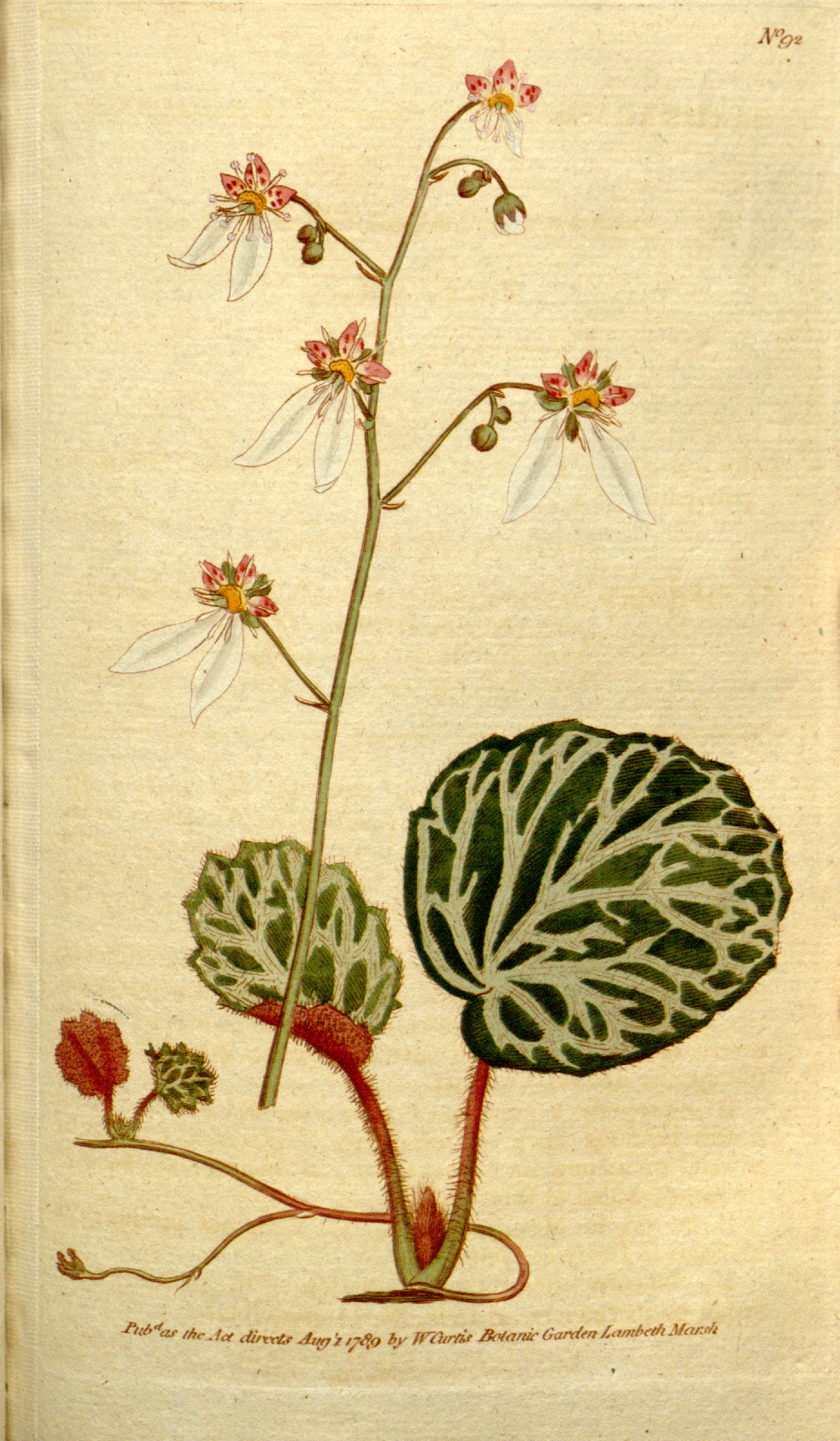
Planche botanique de 1790.
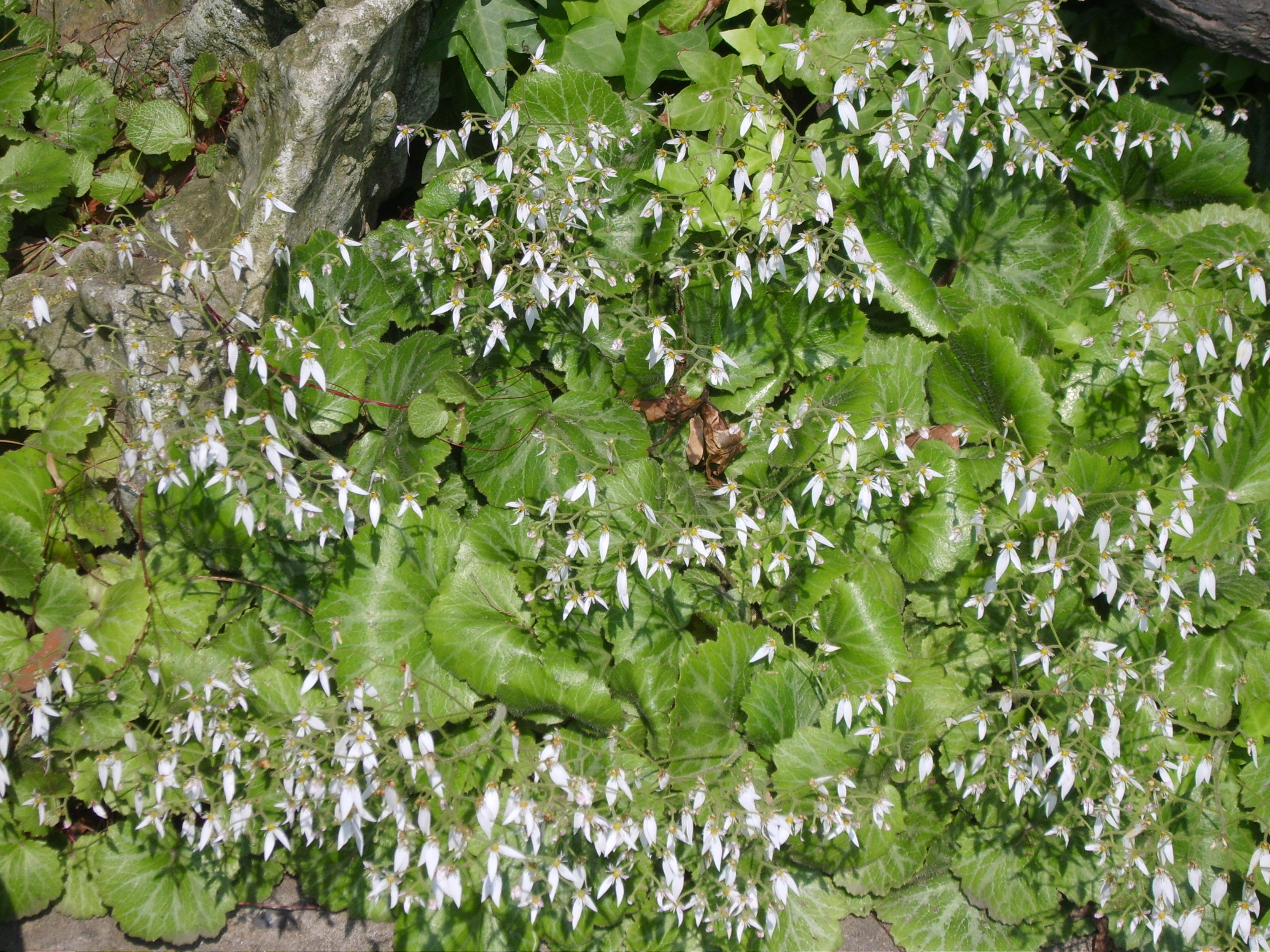
Aspect général.
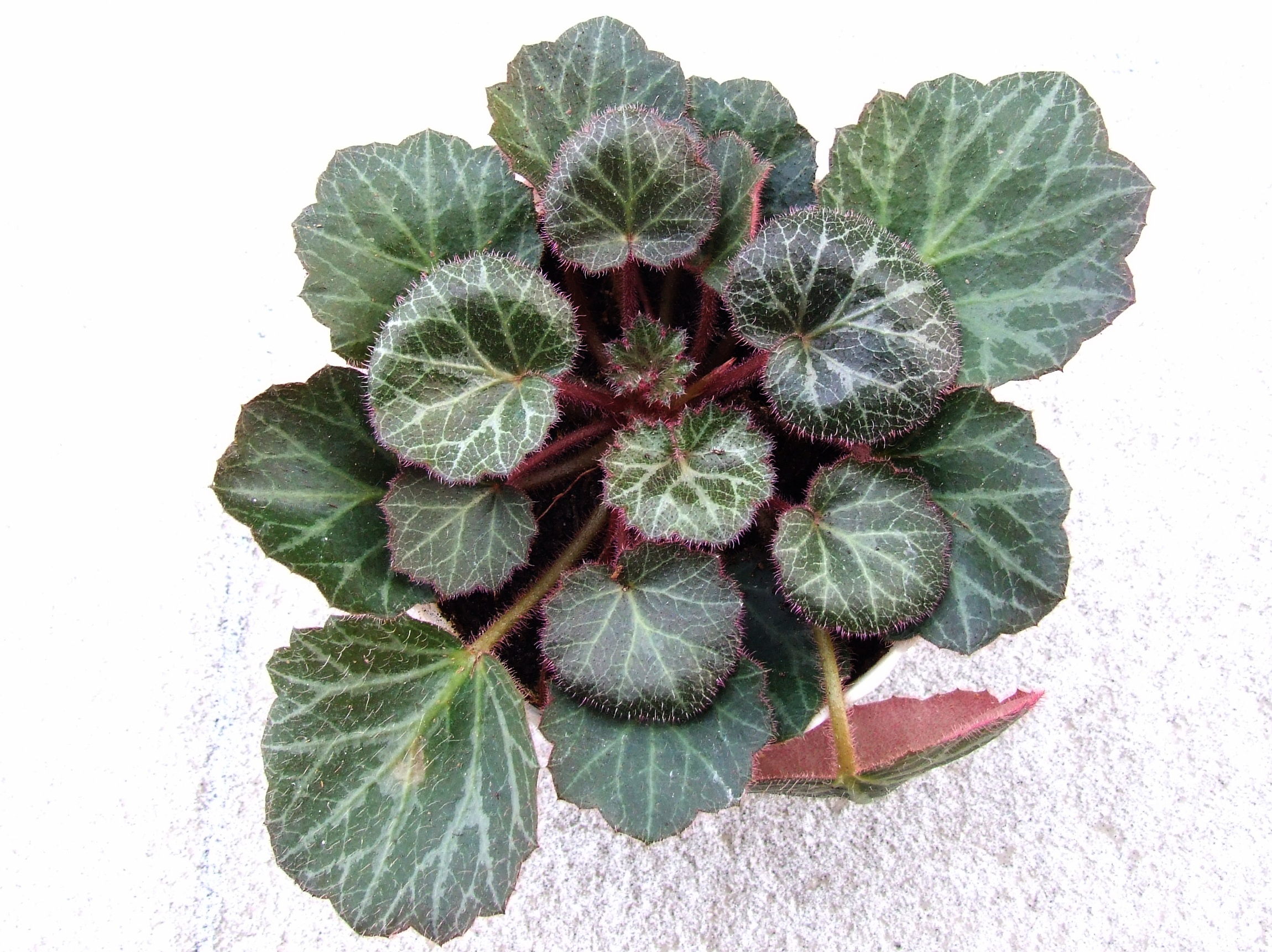
Rosette de feuilles.
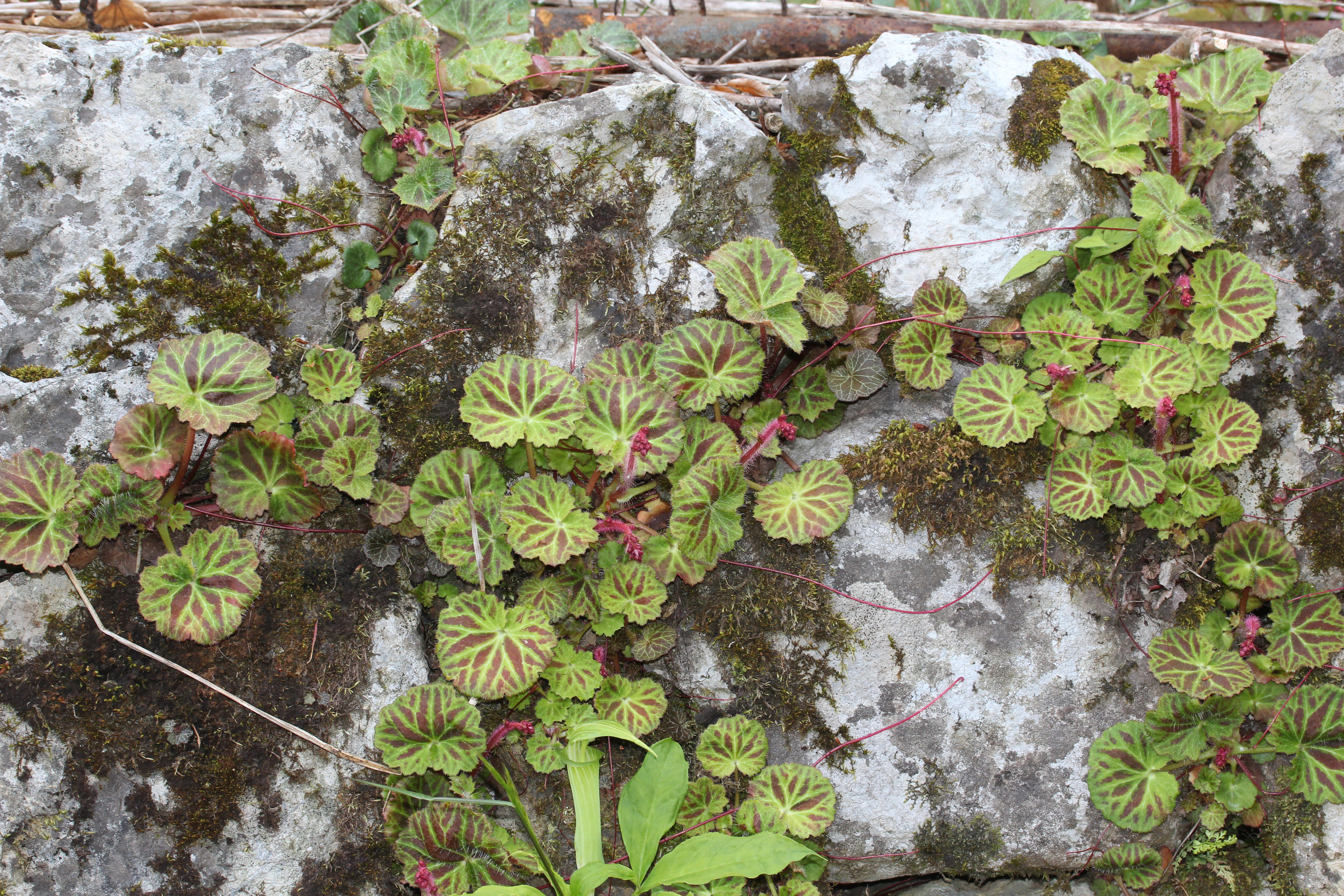
Stolons.
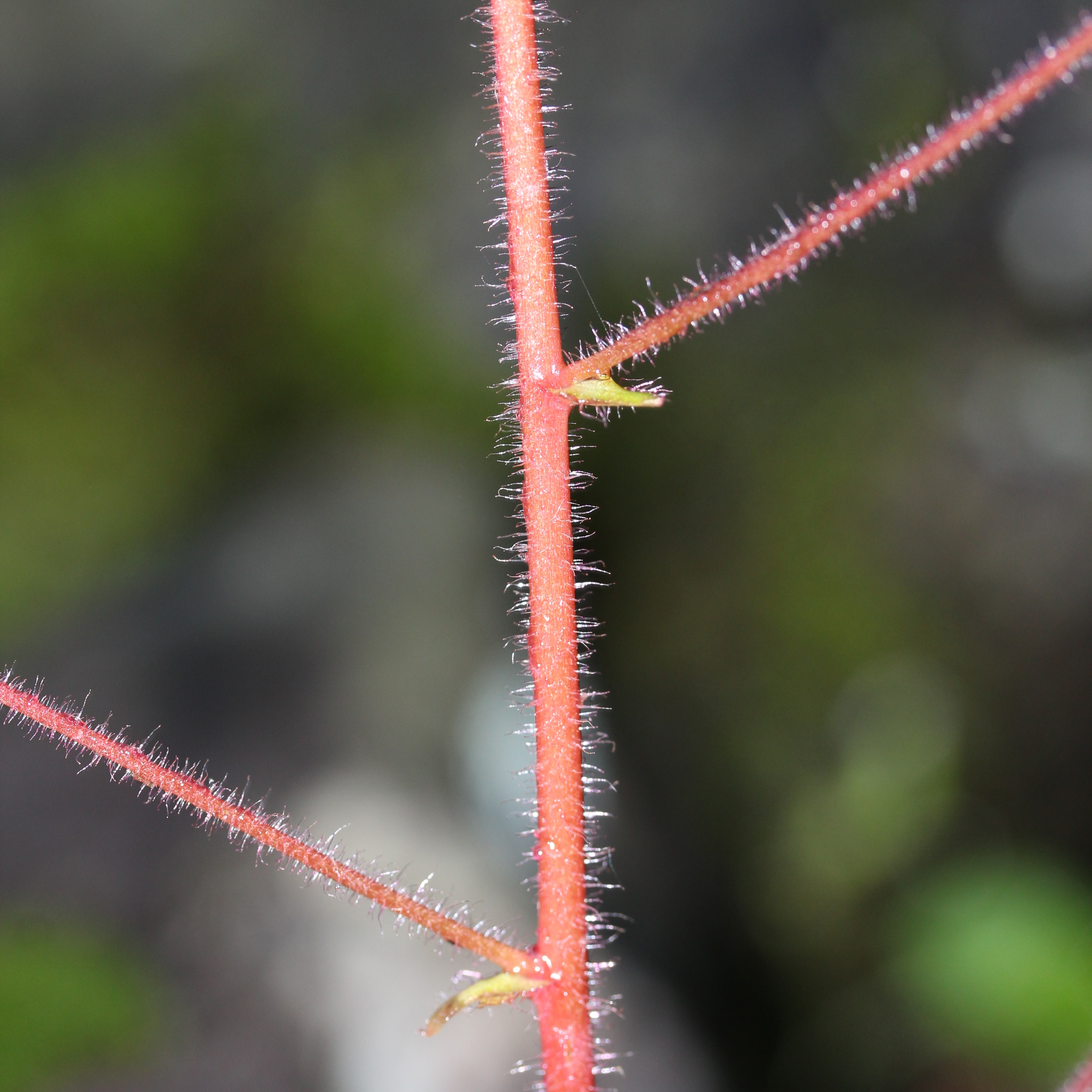
Détail d'une tige.
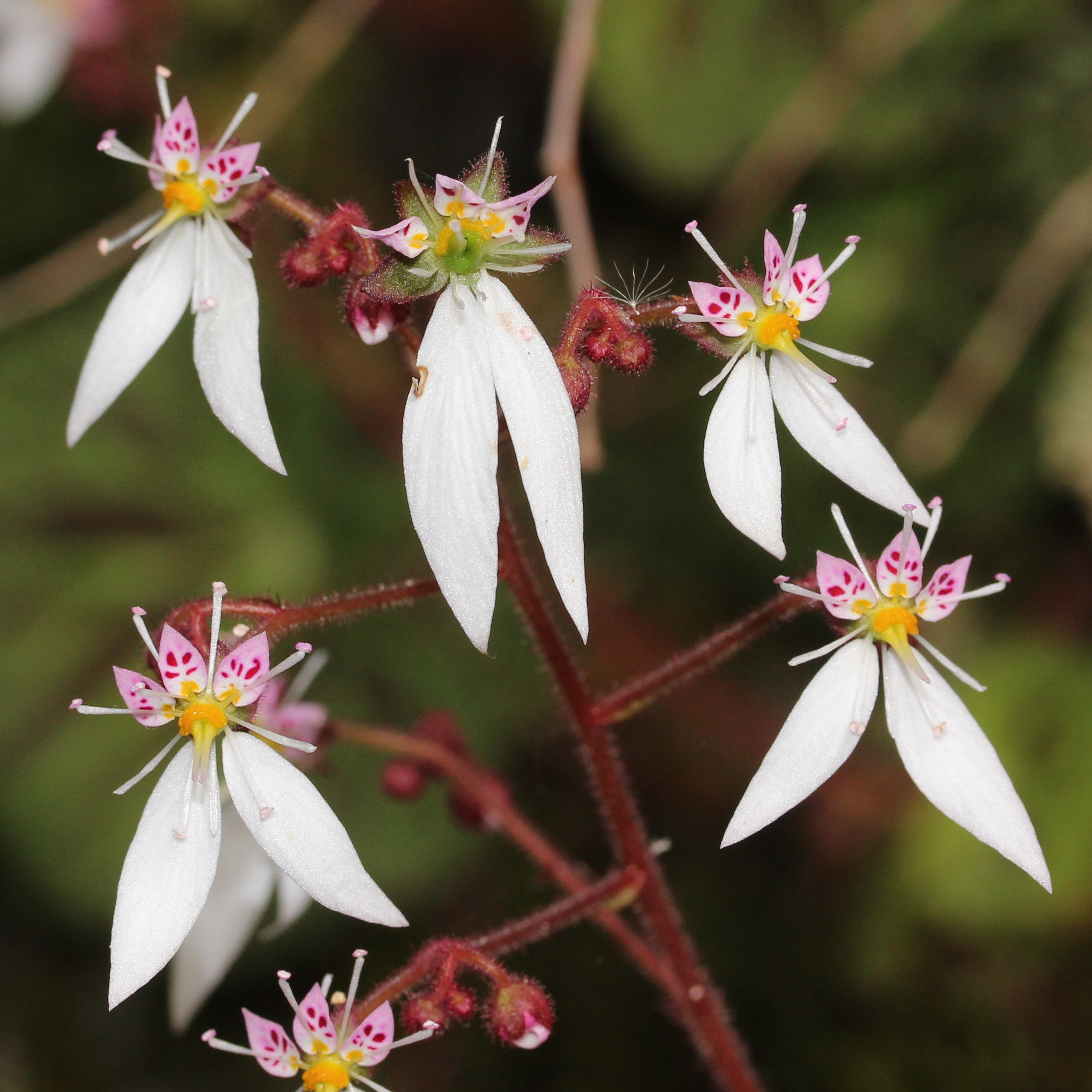
Inflorescence.
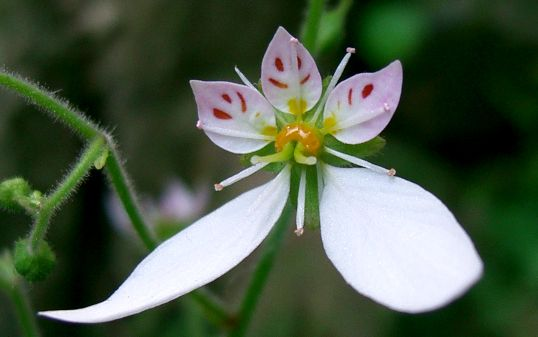
Détail d'une fleur.

## Classification
En classification phylogénétique APG III (2009), comme c'était déjà le cas en classification classique de Cronquist (1981), cette espèce est assignée au genre Saxifraga, dans la famille des Saxifragaceae.
L'espèce a été décrite en 1774 par le botaniste britannique William Curtis (1746-1799). L'épithète spécifique stolonifera signifie « qui a des stolons ».

### Liste des variétés
Selon Tropicos (31 mai 2018) :
- variété Saxifraga stolonifera var. immaculata (Diels) Hand.-Mazz.